# ATC kód R02
ATC kód R02 Krční léčiva je hlavní terapeutická skupina anatomické skupiny R. Dýchací ústrojí.

## R02A Krční léčiva

### R02AA Antiseptika
R02AA05 Chlorhexidin
R02AA06 Cetylpyridin
R02AA15 Jodpovidon
R02AA20 Různá antiseptika

### R02AB Antibiotika
R02AB03 Fusafungin

## Poznámka
- Registrované léčivé přípravky na území České republiky.
- Informační zdroj: Státní ústav pro kontrolu léčiv, Všeobecná zdravotní pojišťovna.